# Salsa de calçots

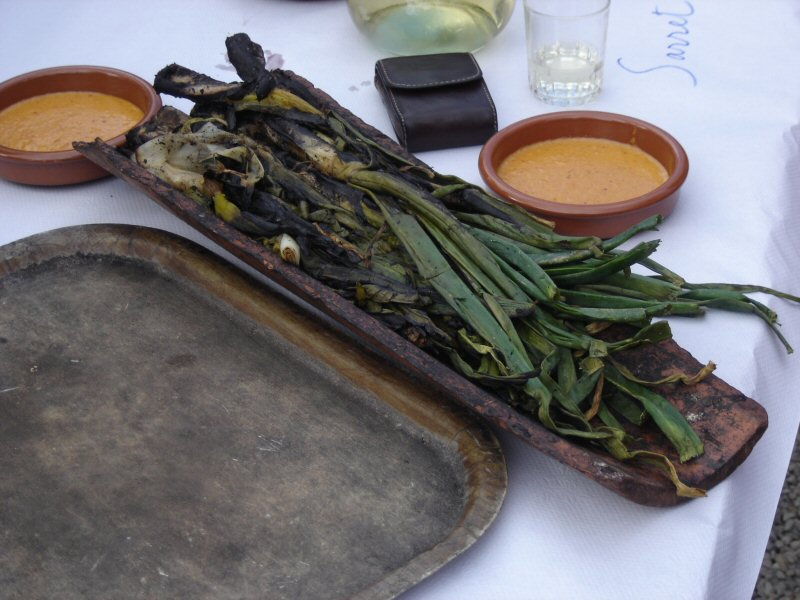
Servicio de calçots con su salsa.

La salsa de calçot es una salsa originaria de Cataluña, concretamente de la localidad de Valls en la provincia de Tarragona, y sirve para acompañar a los calçots en las calçotadas.

## Características
En su composición se parece bastante a la salsa romesco. 
Sus ingredientes principales son:
- Ajos asados y crudos.
- Tomates asados.
- Almendras tostadas molidas.
- Pan tostado.
- Ñora.
- Aceite de oliva.
- Sal.

Se muelen los ingredientes en un mortero hasta formar una salsa de consistencia media (ni fina ni gruesa).